# Agnė Čepelytė
Agnė Čepelytė (* 1. Dezember 1995 in Panevėžys, Litauen) ist eine ehemalige litauische Tennisspielerin.

## Karriere
Čepelytė spielte auf Turnieren der ITF Women’s World Tennis Tour, wo sie einen Titel im Doppel gewann.
In den Jahren 2013 und 2014 spielte sie insgesamt viermal für die Litauische Fed-Cup-Mannschaft und gewann von ihren acht Matches vier, davon jeweils zwei im Einzel und Doppel.

## College-Tennis
Als College-Tennis-Spielerin trat sie für die Arkansas Razorbacks, die Damenmannschaft der University of Arkansas an.

## Turniersiege

### Doppel
| Nr. | Datum          | Turnier | Kategorie   | Belag | Partnerin          | Finalgegnerinnen             | Ergebnis |
| --- | -------------- | ------- | ----------- | ----- | ------------------ | ---------------------------- | -------- |
| 1.  | 9. August 2014 | Telawi  | ITF $10.000 | Sand  | Justina Mikulskytė | India Maggen Lenka Wienerová | 6:1, 7:5 |

## Persönliches
Ihren Wohnsitz hat Agnė Čepelytė in Šiauliai.